# Deutsches Sielhafenmuseum Carolinensiel

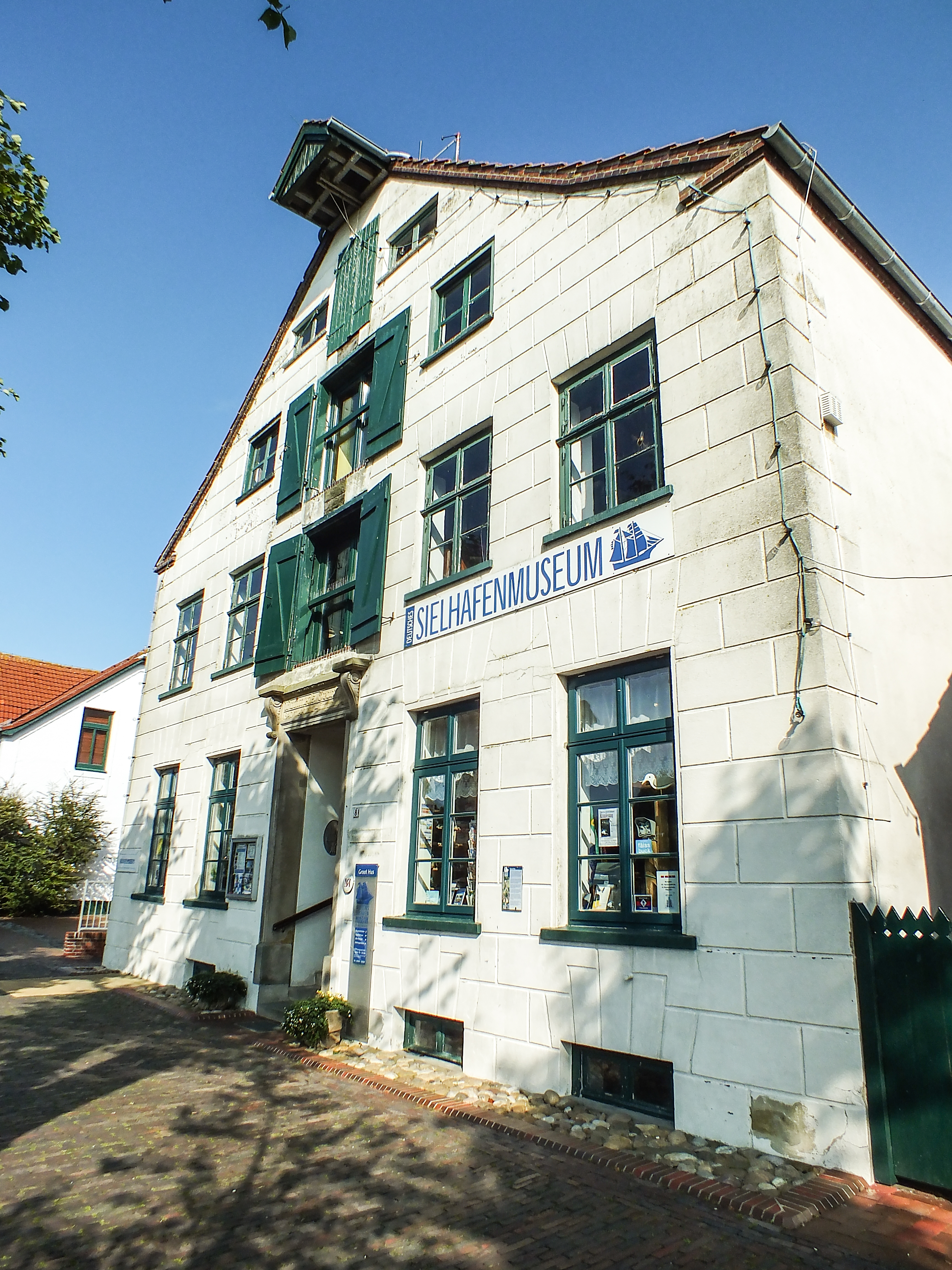
Ehemaliger Speicher „Groot Hus“ als Teil des Museums

Das Deutsche Sielhafenmuseum Carolinensiel ist ein Museum im Wittmunder Stadtteil Carolinensiel, das 1984 eröffnet wurde. Es zeigt Leben und Arbeit in den Sielhäfen an der deutschen Wattenmeerküste. In ihnen bestand im 19. Jahrhundert eine spezielle Sielhafenkultur, die das Museum anhand von Exponaten präsentiert. Das Museum gehört dem Museumsverbund Ostfriesland an und wird von einem Zweckverband aus der Stadt und dem Landkreis Wittmund sowie dem Förderkreis Deutsches Sielhafenmuseum getragen.

## Ausstellung

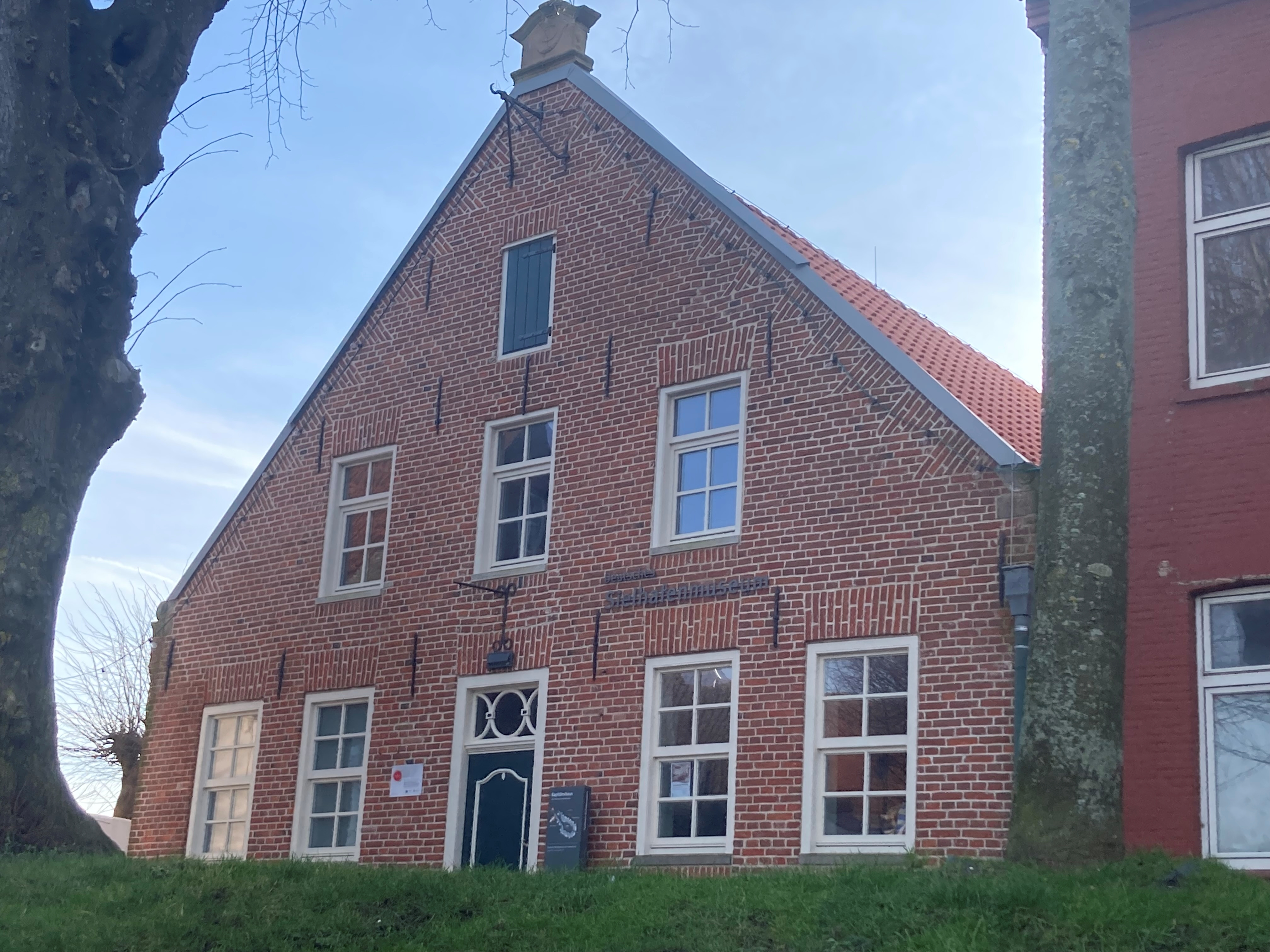
Kapitänshaus des Deutschen Sielhafenmuseums

Zum Museum gehören drei Gebäude am Museumshafen in Carolinensiel und der ehemalige Rettungsschuppen an der Friedrichsschleuse. Die Ausstellung in den vier denkmalgeschützte Gebäuden gliedert sich in die Bereiche „Vom Handelshafen zum Museumshafen“ im Gebäude Groot Hus von 1840, „Das Leben der Schifferfamilien“ im Kapitänshaus von 1803 und „Küste und Deiche der Harlebucht“ im Gebäude Alte Pastorei aus der Zeit um 1800. Die Präsentation illustriert anhand von Exponaten die Themen Sturmfluten, Klimawandel, Deichbau, Schiffbau und Schifffahrt im 19. Jahrhundert sowie Fischerei und Tourismus. Den Besuchern wird der thematische Zugang anhand lebensnaher Inszenierungen, durch einen Audioguide sowie durch Hör-, Medien- und Mitmachstationen ermöglicht. Im 1910 erbauten Rettungsschuppen an der Friedrichsschleuse wird eine Ausstellung zur Geschichte des Seenotrettungswesens gezeigt. Zudem wurde der 1929 vom Stapel gelaufene Museumskutter „Gebrüder AZ 5“ durch eine Restaurierung im Jahr 2001 wieder fahrtüchtig gemacht. Der Kutter hat seinen Liegeplatz im Museumshafen vor der Alten Pastorei und führt Schiffstouren im Wattenmeer durch.
Das Museum wird seit 2000 von einem Zweckverband getragen, zu dem sich die Stadt Wittmund, der Landkreis Wittmund und der Förderkreis Deutsches Sielhafenmuseum zusammengeschlossen haben.
Das Sielhafenmuseum beteiligt sich am Internationalen Museumstag. Nach einer dreijährigen Sanierungsphase nahm es 2023 am Tag des offenen Denkmals teil.
In loser Folge gibt das Museum als Ergänzung und inhaltlicher Wegweiser zur Dauerausstellung sowie zu den Sonderausstellungen Schriften heraus. 2017 hatte das Museum etwa 30.000 Besucher.

## Geschichte

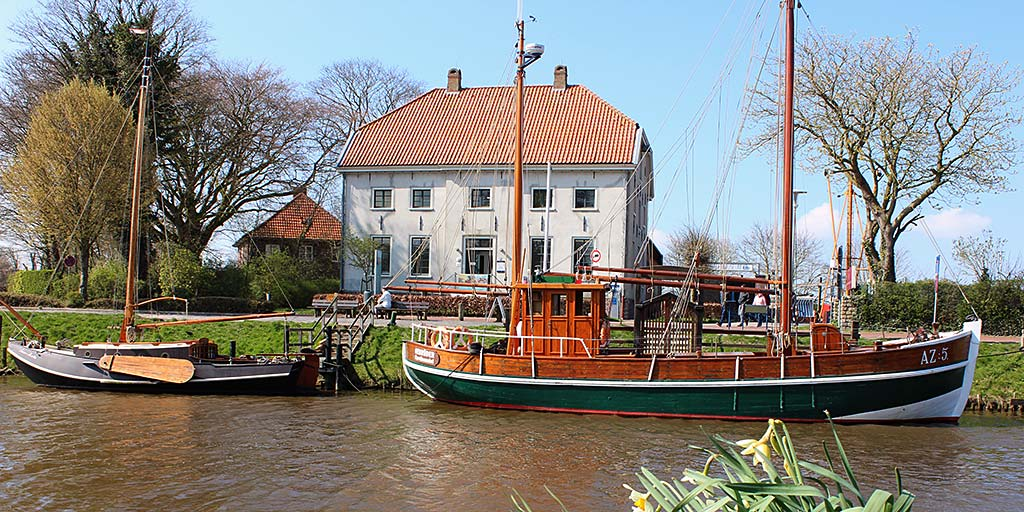
Die Alte Pastorei als Teil des Sielhafenmuseums mit dem Kutter Gebrüder AZ5

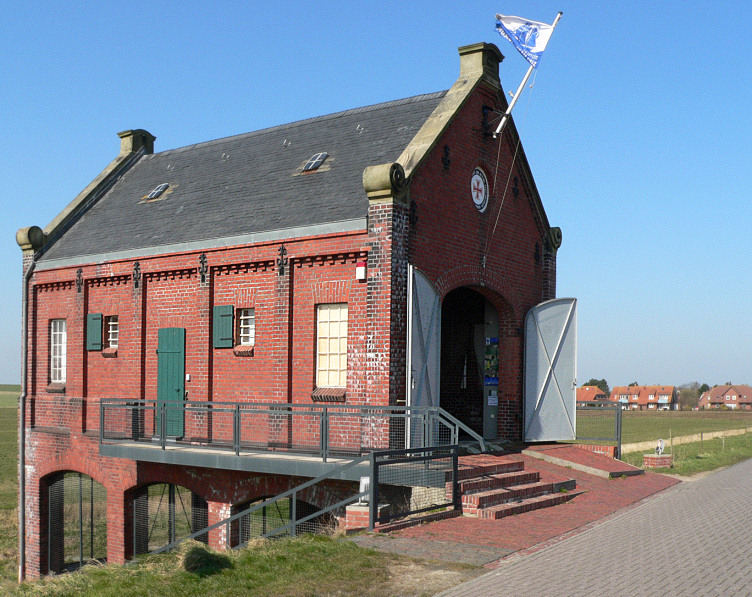
Historischer Rettungsbootschuppen an der Friedrichsschleuse als Teil des Museums

Am 5. August 1978 regte der Direktor des Deutschen Schifffahrtsmuseums in Bremerhaven Gert Schlechtriem die Gründung eines Sielhafenmuseums an. Seine Anregung führte zur Gründung des Förderkreises Sielhafenmuseum Carolinensiel. Erster Vorsitzender des Förderkreises wurde Frerich Eilts, der in der Folgezeit zahlreiche Exponate für das zukünftige Museum erwarb. 1979 schuf die Zustimmung der Niedersächsischen Landesregierung die rechtlichen Grundlagen für den Museumsstandort. Eine Firma aus Wittmund übertrug das unter Denkmalschutz stehende „Groot Hus“, ein ehemaliger Kornspeicher, für Museumszwecke an die Stadt Wittmund. Nach der Instandsetzung des Groot Hus‘ erfolgte am 8. Juni 1984 die Eröffnung des Museums. Offiziell fand sie am 16. Mai 1986 durch den damaligen Niedersächsischen Kulturminister Johann-Tönjes Cassens nach weiteren Umbaumaßnahmen statt. Das Museum wurde in den Folgejahren mit öffentlichen Mitteln und Unterstützung durch die Ostfriesische Landschaft weiterentwickelt. In den Jahren 1986 und 1987 wurde das nicht mehr genutzte und zugeschüttete Hafenbecken saniert und in den ursprünglichen Zustand zurückversetzt. Durch die 1990 erfolgte Inbetriebnahme der Klappbrücke an der Friedrichsschleuse konnte der Hafen wieder von traditionellen Segelschiffen befahren werden. In diesem Jahr trafen sich zum ersten Mal die Traditionssegler in Carolinensiel. Das Treffen mit niederländischen und deutschen Plattbodenschiffen findet seitdem jährlich im August unter der Bezeichnung WattenSail statt. Als weitere Museumsgebäude kamen in den Jahren 1994, 1997 und 2005 die Alte Pastorei, das Kapitänshaus sowie der Rettungsschuppen hinzu. 
Während der COVID-19-Pandemie ab 2020, bei der das Museum zeitweise geschlossen war, erfolgte bis 2023 eine umfassende Sanierung und Modernisierung der Museumsgebäude am Hafen. In diesem Zuge wurden auch die Dauerausstellungen neugestaltet und im Mai 2022 (Groot Hus und Kapitänshaus) und im März 2023 (Alte Pastorei) der Öffentlichkeit wieder zugänglich gemacht.

## Museumsleitung
1988 wurde Frerich Eilts vom Förderkreis beauftragt, das Museum als hauptamtlicher Leiter zu führen. Ihm folgte im 1993 Manfred Sell als Museumsleiter, der wiederum im 2015 von Heike Ritter-Eden abgelöst wurde.

## Auszeichnungen
Das Museum wurde 2019 zum dritten Mal mit dem Museumsgütesiegel des Museumsverbands Niedersachsen und Bremen e.V. ausgezeichnet. Weitere Zertifikate sind KinderFerienLand Niedersachsen, Reisen für Alle, ServiceQualität Deutschland. Darüber hinaus ist das Museum Partner der Biosphärenregion Niedersächsisches Wattenmeer und wurde 2017 zum dritten Mal mit dem Förderpreis Museumspädagogik der VGH-Stiftung ausgezeichnet.

## Museumsweg Carolinensiel
Die Ausstellungen in den vier Gebäuden des Deutschen Sielhafenmuseums werden durch den Museumsweg Carolinensiel ergänzt, der auf 19 Thementafeln und 18 Ortstafeln Wissenswertes zur Neulandgewinnung und zur Ortsgeschichte von Carolinensiel sowie Harlesiel vermittelt.

## Sonderausstellungen
Seit der Gründung des Museums werden im jährlichen Turnus neben der Dauerausstellung auch Sonderausstellungen präsentiert. Die Themen reichen von maritimen Gemälden über Schiffsmodelle, Wandfliesen, Landkarten, friesische Uhren, Seefahrersouvenirs und dem Seenotrettungswesen bis zu Carolinensiel als Tor zur Welt. Die Sonderausstellungen finden in Broschüren und Publikationen ihren Niederschlag. Im 40. Jahr des Museumsbestehens wurde 2024 die 100. Sonderausstellung eröffnet, die den Titel „Häuser am Hafen – Geschichten von Mauern und Menschen“ trug.

## Publikationen
- Hajo Haitsma, Dirk J. Hoekstra: Seefahrt auf Fliesen, Katalog zur Ausstellung von 1995. Carolinensiel 1995. Herausgeber: Manfred Sell für das Deutsche Sielhafenmuseum. (= Schriften des Sielhafenmuseums Band 4). ISBN 3-938172-00-2
- Wolfgang Rudolph, Peter Danker-Carstensen: Alles im Kasten – Schiffe zwischen Gips und Glas, Katalog zur Ausstellung von 1996. Carolinensiel 1996. (Hrsg.: Manfred Sell für Zweckverband Deutsches Sielhafenmuseum = Materialien des Deutschen Sielhafenmuseums Band 5). ISBN 3-938172-00-2
- Monika Meyer-Haßfurther, Ingo Meyer-Haßfurther: Sterne schießen – Nautische Instrumente 1680 – 1910, Katalog zur Ausstellung in Carolinensiel und im Schifffahrtsmuseum Brake 1998/99, Carolinensiel 1999. Herausgeber: Manfred Sell für das Deutsche Sielhafenmuseum. Schriften des Sielhafenmuseums Band 6.
- Uda von der Nahmer: Zwischen Land und Meer - Maritime Patchwork-Quilts der Hache -Patcher, Katalog zur Ausstellung in Carolinensiel und in den Schifffahrtsmuseen Rostock und Brake 1999/2000, Carolinensiel 1999. (Hrsg.: Manfred Sell für Zweckverband Deutsches Sielhafenmuseum = Materialien des Deutschen Sielhafenmuseums Band 7).
- Karl Bareuther, Manfred Sell: Von Hundepints, Schweinsrücken und neunschwänziger Katze – Seemannsarbeiten aus Tauwerk, Begleitschrift zur Sonderausstellung des DSHM in Carolinensiel in Kooperation mit dem Veenkoloniaalmuseum in Veendam und dem Emslandmuseum Papenburg 2000/2001, Isensee 2000. (Hrsg.: Manfred Sell für Zweckverband Deutsches Sielhafenmuseum = Materialien des Deutschen Sielhafenmuseums Band 8). ISBN 3-89598-684-4
- Bernd F. Kürten: Allen Menschen auf allen Meeren. Carolinensiel 2001. (Hrsg.: Manfred Sell für Zweckverband Deutsches Sielhafenmuseum = Materialien des Deutschen Sielhafenmuseums Band 2). ISBN 3-938172-04-5
- Dirk J. Hoekstra, Manfred Sell: Windmühlen auf Fliesen, Katalog zur Ausstellung 2000, Carolinensiel 2002. (Hrsg.: Manfred Sell für Zweckverband Deutsches Sielhafenmuseum = Materialien des Deutschen Sielhafenmuseums Band 9). ISBN 3-938172-01-0
- Sabine Domnick, Manfred Sell: Fischer sein Fründ, Seemannspullover an der Nordseeküste. Carolinensiel 2002. Herausgegeben für den Zweckverband Deutsches Sielhafenmuseum in Carolinensiel von Manfred Sell. Materialien des Deutschen Sielhafenmuseums in Carolinensiel Band 3. ISBN 3-938172-05-3
- Alexander Cordes, Klaus Irmscher, Manfred Sell: Originalgetreu - Schiffsmodelle, nach historischem Vorbild. Die Modelle von Gerhard Phillip, Katalog zur Ausstellung von 2003, Carolinensiel 2003. (Hrsg.: Manfred Sell für Zweckverband Deutsches Sielhafenmuseum = Materialien des Deutschen Sielhafenmuseums Band 10). ISBN 3-938172-02-9
- Heike Ritter-Eden, Manfred Sell: Kein Deich – Kein Land – Kein Leben. 2. Auflage Carolinensiel 2004. Herausgegeben für den Zweckverband Deutsches Sielhafenmuseum in Carolinensiel von Manfred Sell. Materialien des Deutschen Sielhafenmuseums in Carolinensiel Band 1. ISBN 3-938172-03-7
- Heike Ritter-Eden, Manfred Sell: Maritimes Handwerk. Carolinensiel 2005. (Hrsg.: Manfred Sell für Zweckverband Deutsches Sielhafenmuseum = Materialien des Deutschen Sielhafenmuseums Band 4). ISBN 3-938172-06-1
- Bernhard Kreutz: Museumsweg. Historischer Rundgang durch Carolinensiel. Carolinensiel 2005. Herausgegeben für den Zweckverband Deutsches Sielhafenmuseum in Carolinensiel von Manfred Sell. Materialien des Deutschen Sielhafenmuseums in Carolinensiel Band 5.
- Manfred Sell, Dieter Quiram, Katja Rettig, Neithard Strasser: Kurt Claußen-Finks – Das maritime Werk, Katalog zur gleichnamigen Ausstellung, Carolinensiel 2006. (Hrsg.: Manfred Sell für Zweckverband Deutsches Sielhafenmuseum = Materialien des Deutschen Sielhafenmuseums Band 11). ISBN 978-3-938172-07-0
- Mensch und Meer – Quilts der Gruppe MeerArt, Katalog zur gleichnamigen Ausstellung des Deutschen Sielhafenmuseums in Carolinensiel in Kooperation mit dem Veenkoloniaal Museum in Veendam, Carolinensiel 2006. (Hrsg.: Manfred Sell für Zweckverband Deutsches Sielhafenmuseum = Materialien des Deutschen Sielhafenmuseums Band 11). ISBN 978-3-938172-08-7
- Heike Ritter-Eden, Bernhard Kreuz: Nordseetourismus, Carolinensiel 2008. (Hrsg.: Manfred Sell für Zweckverband Deutsches Sielhafenmuseum = Materialien des Deutschen Sielhafenmuseums Band 6). ISBN 978-3-938172-10-0
- Hans-Peter Heikens: Wo sich Mensch und Meer vertragen lernten. Die etwas andere Führung durch das Deutsche Sielhafenmuseum Carolinensiel, Wittmund 2011. ISBN 978-3-938172-12-4
- Hans „Bank“ Janßen: Geschichten aus vergangenen Tagen, Carolinensiel 2014. Schriften des Deutschen Sielhafenmuseums Band 17. ISBN 978-3-938172-14-8
- Stefan Pieper: Ein Hafen voller Geschichte, Traditionsschiffe im Carolinensieler Museumshafen, Carolinensiel 2017. (= Materialien des Deutschen Sielhafenmuseums Band 7).
- Wulf Holtmann: Carolinensiel – Das Tor zur Welt, Carolinensiel 2017. (Hrsg.: Deutsches Sielhafenmuseum in Carolinensiel = Materialien des Deutschen Sielhafenmuseums Band 8). ISBN 978-3-938172-15-5